# Anhydride maléique
L'anhydride maléique (anhydride cis-butènedioïque) est l'anhydride de l'acide maléique (acide carboxylique) :

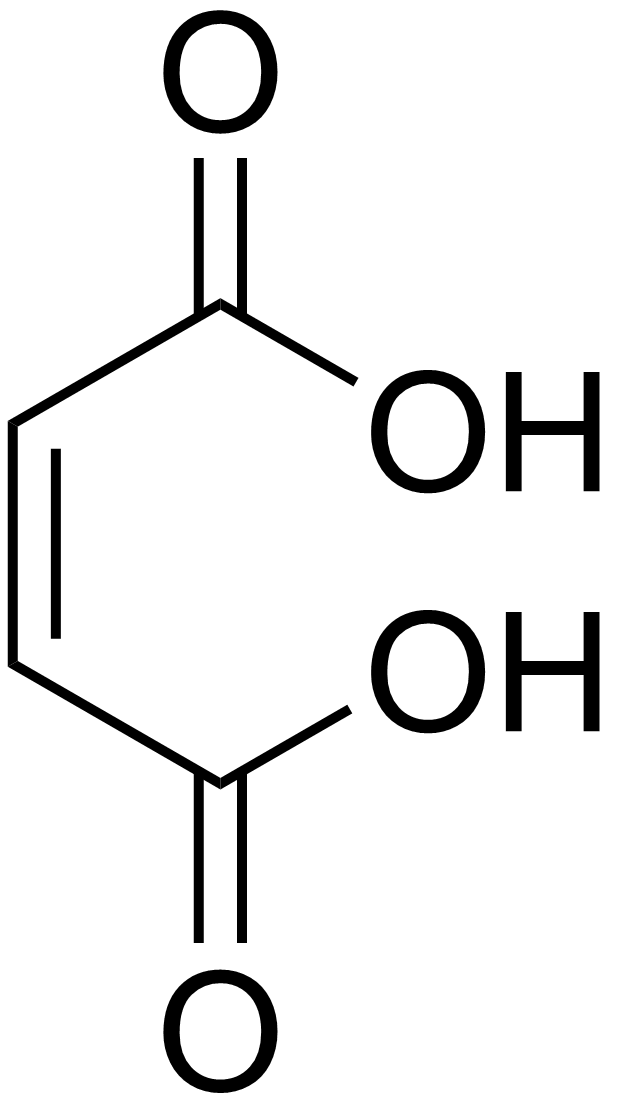
acide maléique

Il se présente généralement sous la forme de cristaux blancs à transparents.

## Production et synthèse
Comme son nom l'indique, l'anhydride maléique peut être obtenu par déshydratation de l'acide maléique (hydraté, il donne l'acide maléique).
Il a longtemps été synthétisé par oxydation du benzène ou d'autres composés aromatiques. Ce procédé est devenu obsolète à cause de l'augmentation du prix du benzène et des normes liées à sa toxicité. De plus, le bilan carbone de cette méthode est mauvais : on part d'une molécule à six carbones pour obtenir une molécule à quatre carbones, deux atomes de carbone sont donc libérés sous forme de CO2.
L'anhydride maléique est aujourd'hui majoritairement synthétisé par oxydation du butane grâce à des catalyseurs de type VPO (oxyde mixte de vanadium et de phosphore) :
2 CH3CH2CH2CH3 + 7 O2 → 2 C2H2(CO)2O + 8 H2O.

## Réactions
L'anhydride maléique peut être utilisé dans de très nombreuses réactions chimiques grâce aux différentes fonctions qu'il présente. On peut citer par exemple :
- la formation d'acide maléique par hydratation. En utilisant à la place de l'eau un alcool, un ester peut être obtenu ;
- l'utilisation comme diénophile dans la réaction de Diels-Alder ;
- l'anhydride maléique peut être un ligand dans des complexes métalliques tels que Pt(PPh3)2(AM) ou Fe(CO)4(AM).

L'anhydride maléique se dimérise lors d'une réaction photochimique en dianhydride cyclobutanetétracarboxylique, CBTA. Ce composé est utilisé dans la production de polyimides et comme un film d'alignement pour les écrans à cristaux liquides.

## Utilisations
Environ 50 % de la production mondiale d'anhydride maléique est utilisée pour la synthèse de résines polyesters insaturées. La synthèse se fait par polycondensation de polyols et de polyacides ou d'anhydrides.
La seconde utilisation industrielle importante (environ 15 % de la production) est la synthèse de 1,4-butanediol par hydrogénation, c'est un monomère pour la formation de plusieurs polymères : polyuréthanes thermoplastiques, polytéréphtalate de butylène, fibres Élasthanne, etc.